# Gainare Tottori
Gainare Tottori är en japansk fotbollsklubb från Yonago i Tottori prefektur, som spelar i den  lägsta japanska proffsligan, J. League 3.

## Placering tidigare säsonger
| Säsong | Nivå | Liga      | Placering | Referens | Notering |
| ------ | ---- | --------- | --------- | -------- | -------- |
| 2011   | 2    | J2 League | 19        | [ 1 ]    |          |
| 2012   | 2    | J2 League | 20        | [ 2 ]    |          |
| 2013   | 2    | J2 League | 22        | [ 3 ]    |          |
| 2014   | 3    | J3 League | 4         | [ 4 ]    |          |
| 2015   | 3    | J3 League | 6         | [ 5 ]    |          |
| 2016   | 3    | J3 League | 15        | [ 6 ]    |          |
| 2017   | 3    | J3 League | 17        | [ 7 ]    |          |
| 2018   | 3    | J3 League | 3         | [ 8 ]    |          |
| 2019   | 3    | J3 League | 6         | [ 9 ]    |          |
| 2020   | 3    | J3 League | 5         | [ 10 ]   | Pandemin |
| 2021   | 3    | J3 League | 12        | [ 11 ]   | Pandemin |
| 2022   | 3    | J3 League | 12        | [ 12 ]   | Pandemin |
| 2023   | 3    | J3 League | 6         | [ 13 ]   |          |
| 2024   | 3    | J3 League | 13        | [ 14 ]   |          |

## Trupp 2022
Aktuell 23 april 2022.
| Nr | Land  | Pos | Namn            |
| -- | ----- | --- | --------------- |
| 1  | Japan | MV  | Kengo Fukudome  |
| 2  | Japan | F   | Yusuke Ishida   |
| 3  | Japan | F   | Kosuke Masutani |
| 4  | Japan | F   | Junya Suzuki    |
| 6  | Japan | MF  | Taiki Arai      |
| 7  | Japan | MF  | Ryosuke Tamura  |
| 8  | Japan | MF  | Kazuya Ando     |
| 9  | Japan | A   | Yuya Taguchi    |
| 10 | Japan | MF  | Hiroto Sese     |
| 11 | Japan | A   | Yu Okubo        |
| 13 | Japan | MV  | Ken Tajiri      |
| 14 | Japan | MF  | Naoya Uozato    |
| 15 | Japan | MF  | Kosuke Chiku    |
| 16 | Japan | F   | Koki Ishii      |
| 17 | Japan | MF  | Naoya Senoo     |

| Nr | Land      | Pos | Namn                                   |
| -- | --------- | --- | -------------------------------------- |
| 18 | Japan     | A   | Daichi Ishikawa                        |
| 19 | Japan     | MF  | Takeru Kiyonaga                        |
| 21 | Japan     | MF  | Yushi Nagashima                        |
| 22 | Japan     | F   | Shuri Koyama                           |
| 23 | Japan     | F   | Hibiki Nagai                           |
| 24 | Japan     | F   | Kei Sakamoto                           |
| 25 | Nordkorea | MF  | Mun In-ju                              |
| 26 | Japan     | MF  | Sota Maruyama                          |
| 27 | Japan     | MF  | Meguru Odagaki                         |
| 28 | Japan     | F   | Riku Kobayashi                         |
| 29 | Japan     | A   | Ryusei Takao                           |
| 30 | Japan     | MF  | Takumi Baba                            |
| 31 | Japan     | MV  | Koshiro Itohara                        |
| 39 | Japan     | A   | Ryuji Sawakami (lån från Cerezo Osaka) |